# لويس كاردوزو
لويس كاردوزو (بالإسبانية: Luis Cardozo) هو مدرب كرة قدم ولاعب كرة قدم باراغواياني، ولد في 10 أكتوبر 1988 في أسونسيون في باراغواي. شارك مع منتخب باراغواي تحت 20 سنة لكرة القدم ومنتخب باراغواي لكرة القدم. أما مع النوادي، فقد لعب مع سيرو بورتينيو.

## وصلات خارجية
- لويس كاردوزو على موقع قاعدة بيانات كرة القدم.إي يو (الإنجليزية)
- لويس كاردوزو على موقع ناشيونال فوتبول تيمز (الإنجليزية)
- لويس كاردوزو على موقع Soccerway.com (الإنجليزية)
- لويس كاردوزو على موقع AS.com (الإسبانية)